# Пачеко, Андрей
Андрей Кент Пачеко (англ. Andrei Kent Pacheco; 20 октября 1984, Ла-Бреа, Тринидад и Тобаго) — тринидадский футболист, нападающий. Выступал за сборную Тринидада и Тобаго.

## Биография
Большую часть своей карьеры провел в клубе «Дабл-Ю Коннекшн», с которым побеждал в чемпионате страны. В сезоне 2006/07 отправлялся в аренду в команду MLS «Коламбус Крю», однако за нее он так и не сыграл. Завершал свои выступления в низших тринидадских лигах.

### В сборной
За сборную Тринидад и Тобаго дебютировал 9 августа 2006 года в товарищеском матче против Японии (0:2), выйдя на замену в концовке встречи вместо Гари Глазгоу. Всего за национальную команду провел девять игр. Участник Золотого Кубка КОНКАКАФ 2007 года в США.

## Достижения
- Победитель клубного чемпионата Карибского футбольного союза (3): 2002, 2006, 2009.
- Финалист клубного чемпионата Карибского футбольного союза (3): 2001, 2003, 2012.
- Чемпион Тринидада и Тобаго (4): 2001, 2005, 2011/12, 2013/14.
- Обладатель Кубка Тринидада и Тобаго (2): 2002, 2013/14.